# Orsis T-5000
L'ORSIS T-5000 (en russe : Орсис Т-5000) est un fusil de précision développé et fabriqué par l'entreprise russe ORSIS, basée à Moscou.
À l'origine, la société Promy-chlennyé Teknologuii est spécialisée dans la personnalisation et l'assemblage d'armes à feu, mais prend le nom commercial d'ORSIS (ОРужейные СИСтемы pour Systèmes d'armes) pour commercialiser ses propres productions, dont le T-5000.

## Histoire
Le fusil a été présenté pour la première fois en 2011, lors d'une exposition internationale d'armements à Nijni Taguil.
Dès 2013, ORSIS annonce un partenariat avec l'acteur martial Steven Seagal pour promouvoir sa production et favoriser l'assouplissement de la législation américaine sur l'importation des armes à feu russes. 
Au cours de la même année, le gouvernement irakien passe un important contrat d'armement avec la Russie, incluant un nombre inconnu de fusils Orsis T-5000. Ces armes seront par la suite employées lors des combats contre l’État islamique. 
Le fusil se fait mondialement connaître en 2014, après qu'une délégation de l'unité Alpha remporte le World Championship of Police and Military Snipers, une compétition opposant des tireurs d'élite du monde entier.
En 2016, l'armée américaine publie un rapport sur les nouvelles capacités de combat de l'armée russe, et dans lequel le T-5000 est considéré comme une menace sérieuse. Le rapport le considérait même comme "l'un des meilleurs fusils de précision du monde".  
En 2018, la presse américaine révèle que la NRA avait essayé de promouvoir le T-5000 sur le marché américain. Une délégation américaine avait visité en 2015 l'usine d'ORSIS et rencontré divers responsables russes - dont Dmitri Rogozine - et tourné une vidéo promotionnelle pour Orsis.
En novembre 2019, le fabricant du fusil en offre un modèle au président philippin Rodrigo Duterte lors de sa visite officielle à Moscou.
Au moins un exemplaire d'un ORSIS T-5000M est récupéré par l'armée azerbaïdjanaise après la seconde guerre du Karabagh de 2020.
Il est utilisé massivement par la Russie lors de l'invasion de l'Ukraine. Selon certaines informations les cartouches de .338 LM utilisé par les Russes en Ukraine sont fabriquées aux États-Unis malgré les sanctions.

## Conception
Le T-5000 est un fusil de précision à verrou dont la culasse est verrouillée par deux tenons. Le mécanisme repose sur un châssis-poutre réalisé en duralumin, un aluminium de qualité aéronautique. Il est disponible en calibres 6.5 × 47 Lapua, .260 Remington, 300WinMag, 7,62 × 51 mm Otan, .338LM et .375 H&H et approvisionné par des chargeurs de 10 et 5 cartouches.
Le châssis se termine par une crosse rabattable sur le côté droit dotée d'un appui-joue et d'une plaque de couche réglable.
Le canon flottant se termine par un frein de bouche munis de larges évents et est usiné par ORSIS avec ses propres machines-outils. Différentes longueurs, avec ou sans rayures peuvent être choisis par le client et, dans tous les cas, un modérateur de son peut y être installé. La poignée-pistolet est réalisée en caprolon, un polymère à haute résistance. La sécurité à trois positions (feu, blocage de la détente et blocage de la détente et du levier d'armement) est située juste derrière le bloc culasse.
Le T-5000 ne dispose pas d'organes de visées mécaniques, même de secours, mais d'un rail pour le montage d'une optique de visée. Des rails latéraux peuvent également être installé ainsi qu'un bipied sous le fût du garde-main. ORSIS recommande l'utilisation de la lunette Dedal DH 5-20 x 56, une optique dotée d'un réticule Mil-Dot rétroéclairé.  
Le T-5000 est disponible en noir, gris, vert et sable.

## Variantes
Le T-5000M dispose d'un garde main tactique qui entoure complètement le canon et qui est recouvert de rails de montage pour accessoires.
Le F-17 multicalibre est disponible dans les deux calibres d'origine (7.62 OTAN et .338 LM) mais aussi en .300 WinMag. Un même fusil peut être modifié pour tirer les trois munitions moyennant un remplacement du canon et de la culasse.
Une version en calibre .50 simplement dénommée Orsis 12.7 a été présentée en octobre 2022. Elle est disponible avec la 12.7 occidentale (12.7x99mm) ou russe (12.7x108). 

## Utilisateurs
Le T-5000 s'est déjà constitué un portefeuille de clients : 
- Arménie : quelques exemplaires de T-5000M ont été utilisés lors du conflit arméno-azéri de septembre 2022.

- Russie : certaines unités de spetsnaz et le FSO[15].
- Biélorussie : ministère de la défense et garde présidentielle[16].
- Cameroun : utilisé par le Bataillon d'intervention rapide et la garde présidentielle.
- Chine : l'Armée populaire de libération et certaines unités d'intervention[17]
- Égypte : utilisé par l'Unité 777 et la Thunderbolt Forces[18].
- Iran : des unités iraniennes utilisent des T-5000[19],[20].
- Irak : les forces spéciales de l'armée irakienne[21].
- Nigéria : des forces spéciales utilisent le T-5000.
- Vietnam : les unités d'intervention de l'armée et de la police.

## Culture populaire
Le T-5000 apparaît pour la première fois dans un jeu vidéo avec Contract Wars.
Il apparaît ensuite dans Warface et Sniper Ghost Warrior : Contracts et sa suite Sniper Ghost Warrior Contracts 2. Dans ces deux derniers jeux il porte le nom de Soris T50 et UK 50. Il est aussi disponible dans le jeu multijoueur World War 3 sous le nom de Tochnost, la dénomination militaire du T-5000. Plus récemment, il est aussi apparu dans Escape from Tarkov avec une mise à jour.
Au cinéma, il apparaît dans le film chinois de 2016 Opération Mékong où il est utilisé par un tireur d'élite chinois ainsi que dans le film documentaire de 2018 intitulé A Sniper's War d'Olya Schechter, où il est utilisé par le tireur d'élite Dejan Berić, volontaire serbe engagé dans les forces de la république populaire de Donetsk.